# フロリス・ファン・ダイク

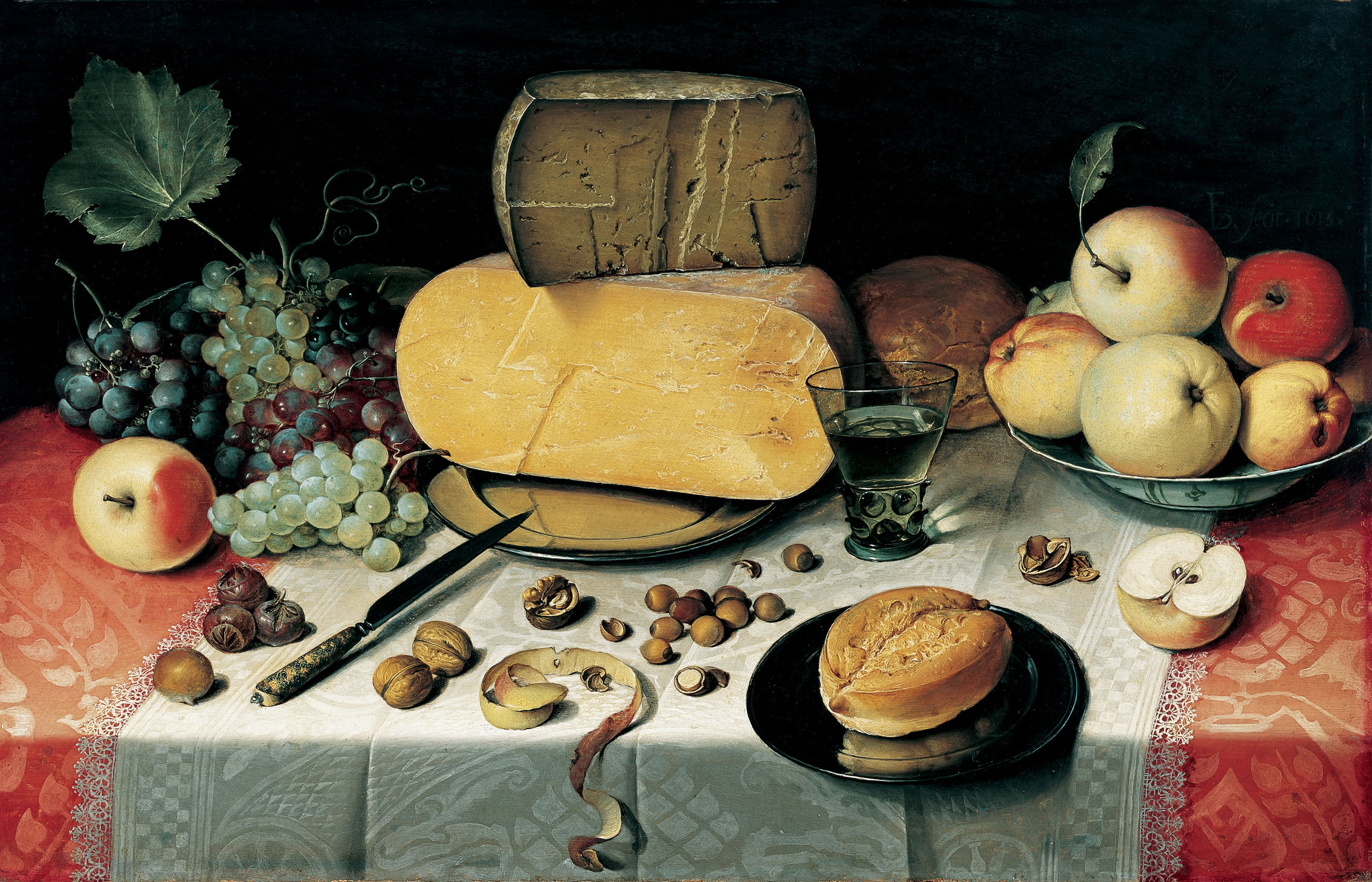
『静物』（1613年）
フランス・ハルス美術館

フロリス・ファン・ダイク（Floris van Dyck, もしくは Floris van Dijck, Floris Claesz. van Dyck, 1575年頃 - 1651年4月26日以前）は、オランダの静物画家。

## 生涯
デルフトで生まれた。醸造家の息子で、ハールレム、イタリアで働いた画家、ピーテル・コルネリスゾーン・ファン・レイク(c.1567 -1637)のいとこである。人生の大半をハールレムで過ごした。1600年にローマにいたという記録が残っているが、1606年にはオランダに戻ったようである。ローマではジュゼッペ・チェーザリと知り合っていたとされる 。1610年にハールレムの聖ルカ組合に登録し、1637年には組合長となっている。 彼はオシアス・ベールトやクララ・ペーテルスから影響を受けた。ファン・ダイクはニコラース・ヒリスと共に、豪華な食事を並べた静物画「banketje」の様式を確立した画家である。

## 作品

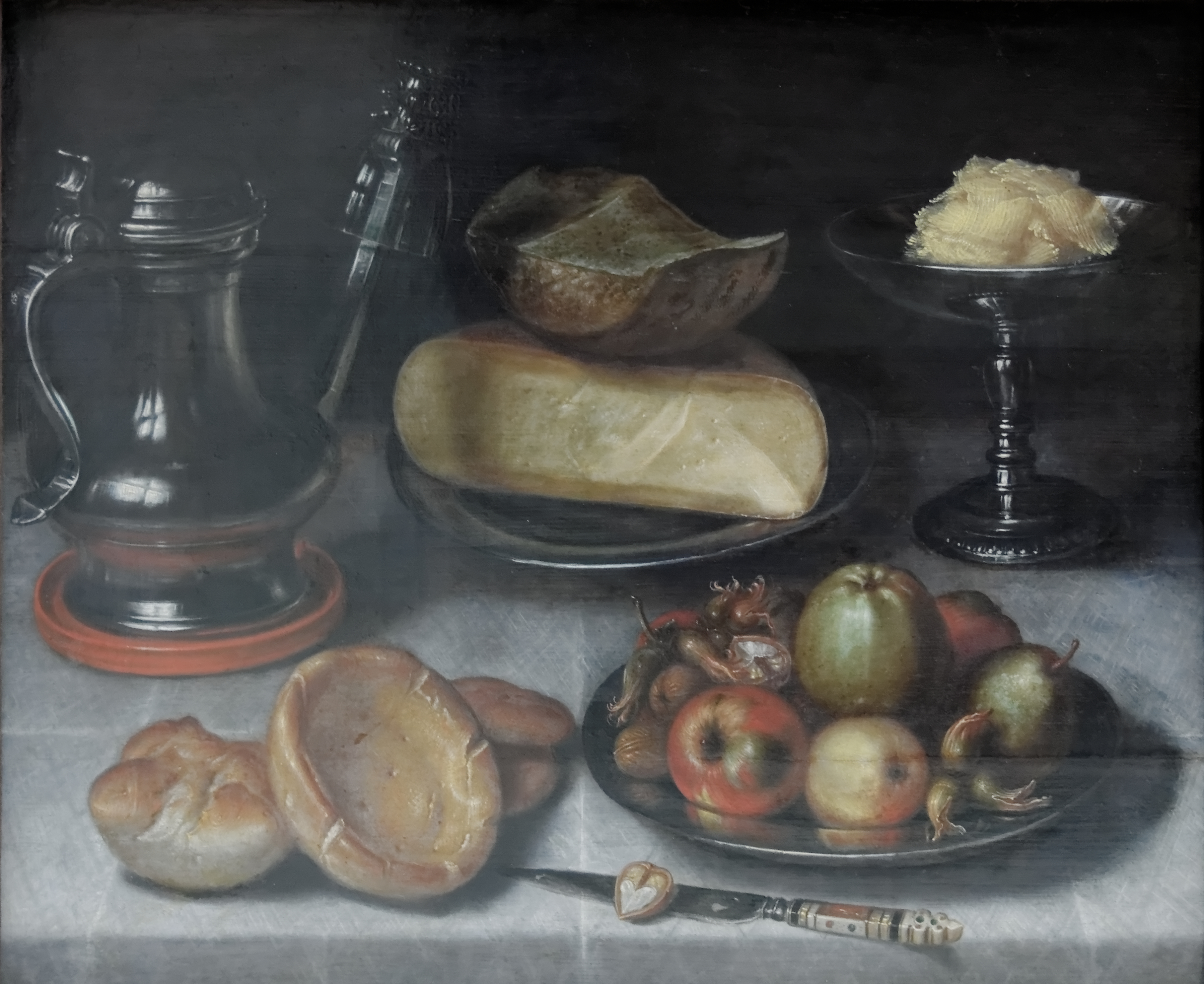
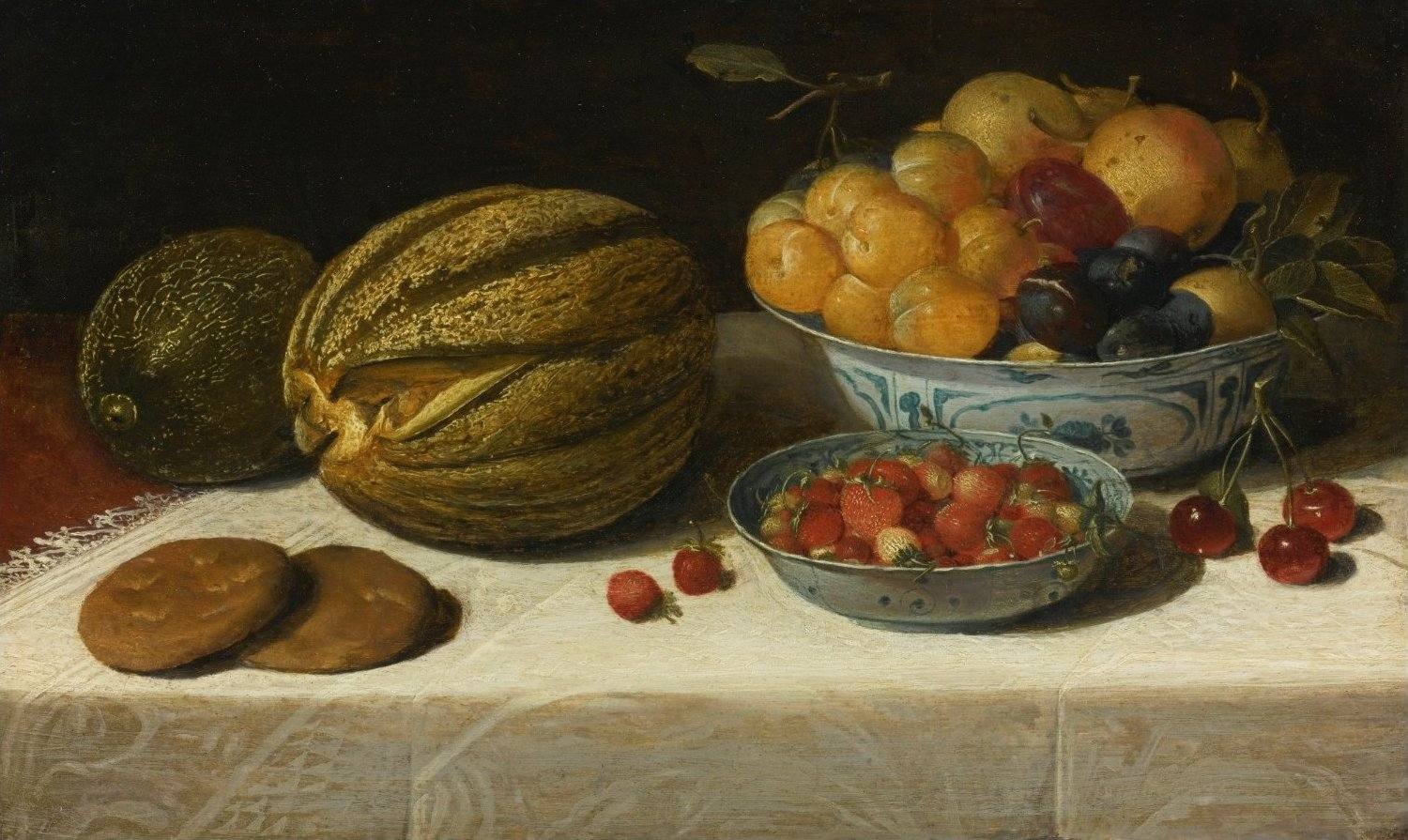
(1626)

## 参照
1. 1 2 3  Entry on Floris Claesz van Dyck in the w:RKD
2. ↑  Collections of Paintings in Haarlem 1572-1745: Netherlandish Inventories, p.102 (inventory of Agatha Pieters Bal), by Pieter Biesboer, 2001, The J. Paul Getty Trust
3. ↑   Floris van Dyck mentioned in Joseph van Arpino biography in Karel van Mander's Schilder-boeck, 1604, courtesy of the Digital library for Dutch literature